# Omaloplia caeca
Omaloplia caeca är en skalbaggsart som beskrevs av Baraud 1965. Omaloplia caeca ingår i släktet Omaloplia och familjen Melolonthidae. Inga underarter finns listade i Catalogue of Life.